# Justin Benson
Justin Benson (9 de junio de 1983) es un director de cine, escritor, actor y productor estadounidense.

## Carrera
Benson escribió en 2013 el guion de Resolution, una película de terror muy aclamada, que dirigió en colaboración con Aaron Moorhead. También dirigió el segmento "Bonestorm" de la película colectiva V/H/S: Viral, y en 2014 escribió y dirigió la película de terror romántico Spring,  también en colaboración con Aaron Moorhead. Sping abrió en 2014 el Festival Internacional de Cine de Toronto, y fue muy alabada por directores como Richard Linklater o Guillermo del Toro. En 2017 escribió, codirigió y protagonizó, junto a Moorhead, la película de ciencia ficción El infinito, que abrió el Festival de cine de Tribeca en 2017. El infinito fue estrenada en Estados Unidos en abril de 2018 por Well Go USA Entertainment.

## Filmografía
- Resolution (2012) – codirector, escritor, productor, actor.
- V/H/S: Viral (formato "Bonestorm") (2014) – codirector, escritor, productor.
- Spring (2014) – codirector, escritor, productor.
- El infinito (2017) - codirector, actor, escritor, productor.
- Synchronic (2019) – codirector, escritor.